# Wittler (Bäcker)

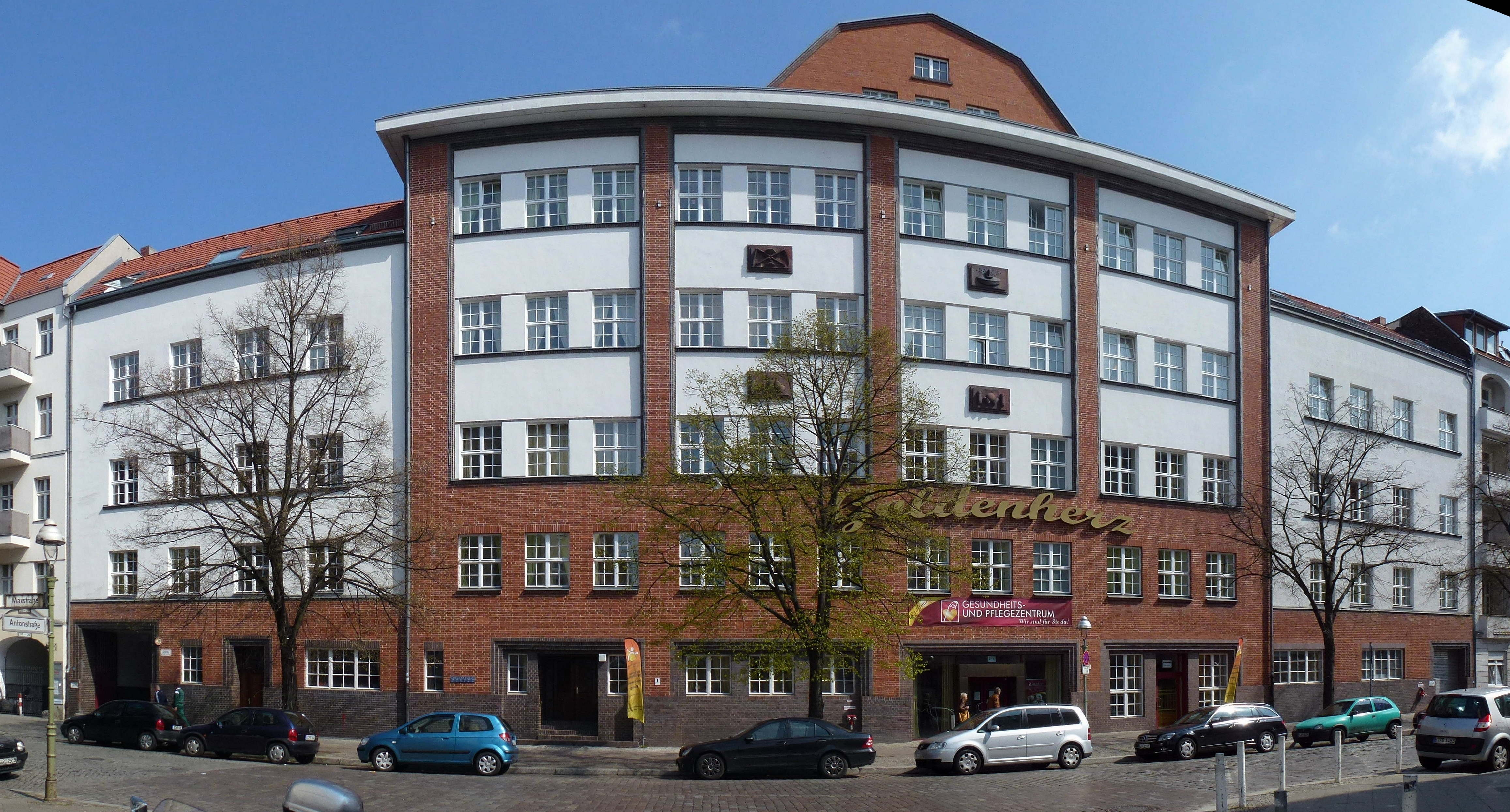
Ehemalige Brotfabrik in der Weddinger Maxstraße

Wittler war eine Berliner Großbäckerei. In der Zeit nach dem Ersten Weltkrieg handelte es sich um den größten Brotproduzenten Europas mit 2000 Angestellten. Das Unternehmen ging 1982 in Konkurs.

## Geschichte
Wittler wurde 1898 von Heinrich Wittler als Bäckerei mit zwei zusätzlichen Gesellen an der Ecke Müllerstraße/Utrechter Straße im Ortsteil Wedding gegründet. Wittler expandierte schnell. 1908 erfolgte der Umzug in die Maxstraße im Wedding. 1914 arbeiteten dort 120 Arbeiter in der Brotherstellung. Die Bäckerei setzte als erste in Berlin industrielle Verfahren ein, um Brot in großen Mengen zu produzieren. Im Ersten Weltkrieg arbeitete das Unternehmen als Produzent für die Reichsmarine. Heinrichs Bruder August gründete eine Konkurrenzbäckerei, die 1916 mit Heinrichs Bäckerei zur Wittler GmbH verschmolz. August übernahm bald darauf die Führung des Unternehmens und drängte Heinrich in repräsentative Posten ab.
Nach dem Ersten Weltkrieg handelte es sich bei Wittler zeitweise um den größten Brotproduzenten Europas mit bis zu 2000 Angestellten. Diese lieferten das Brot an 30 eigene Verkaufsstellen im Berliner Stadtgebiet.
August Wittler gründete zusammen mit Stefan Steinmetz im Jahr 1919 in Berlin die Steinmetz-Brotfabrik, die noch heute Kunden im gesamten deutschsprachigen Raum beliefert.
Wittler verfügte in der Zeit des Nationalsozialismus über gute Kontakte zur NSDAP und belieferte so die Olympischen Sommerspiele 1936 mit Backwaren. Für die Reichswehr fertigte Wittler das sogenannte Kommissbrot. Im Zweiten Weltkrieg bestanden zwei Drittel der Belegschaft aus Zwangsarbeitern, die in Wittler-eigenen Lagern untergebracht wurden. In den 1940ern wurden täglich 5000 Tonnen Mehl verarbeitet, die an insgesamt 9000 Verkaufsstellen in Berlin und Umgebung gebracht wurden.

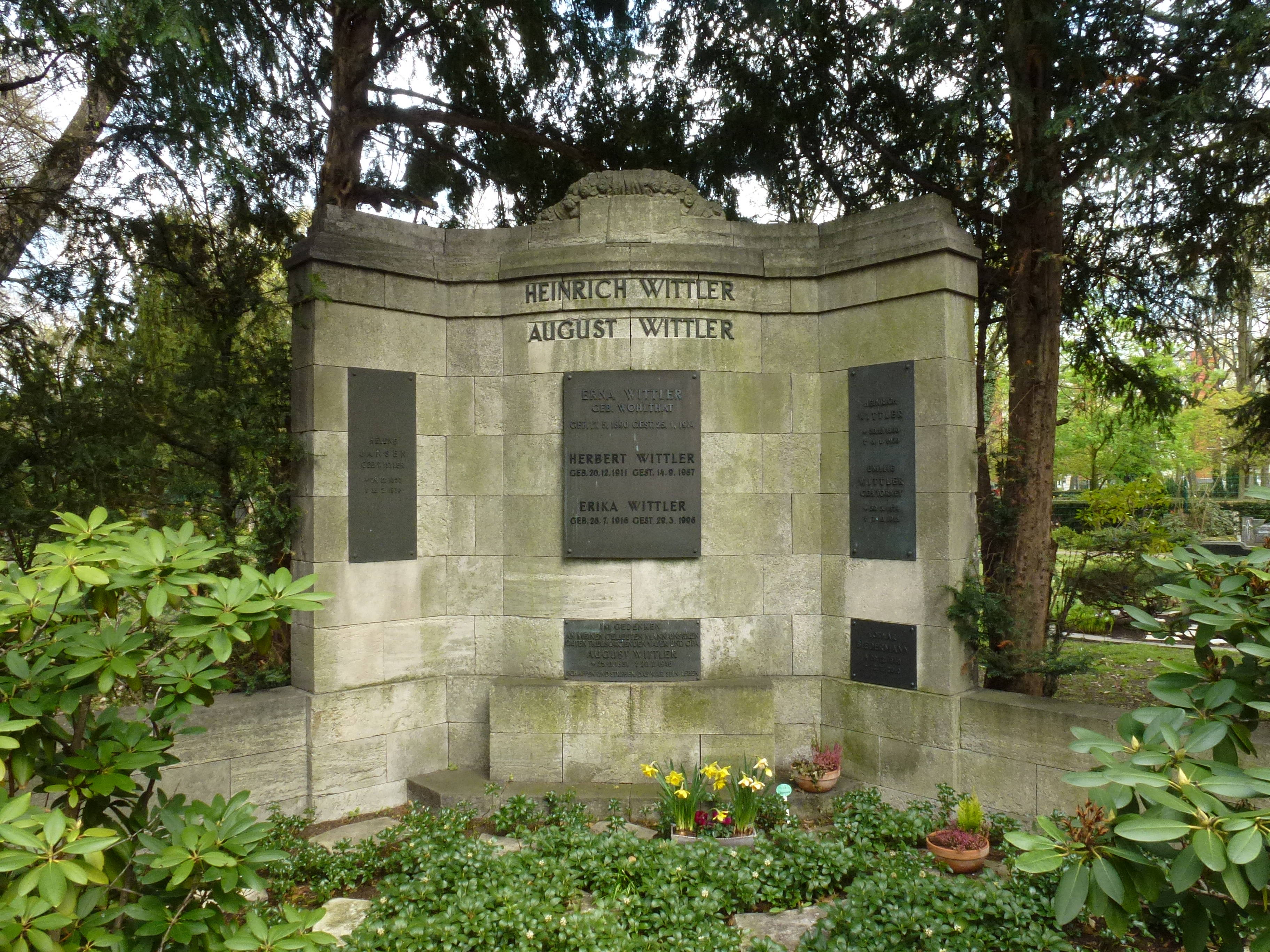
Familiengrabmal der Wittlers auf dem St. Philippus-Apostel-Kirchhof

Nach dem Zweiten Weltkrieg wurde August Wittler im Speziallager Sachsenhausen inhaftiert, in dem er 1946 verstarb. Das Unternehmen wurde zeitweise beschlagnahmt und demontiert. Die Fabrikanlagen befanden sich in West-Berlin und wurden an die Eigentümer zurückgegeben. Zwei Drittel der Verkaufsfilialen lagen im Ostteil der Stadt und gingen Wittler verloren. 1949 ging das Unternehmen zurück an die Familie und Herbert Wittler wurde Geschäftsführer.
Nach dem Zweiten Weltkrieg litt Wittler unter den sich ändernden Essgewohnheiten, die den Brotkonsum zurückgehen ließen. Der damalige Firmenchef Herbert Wittler beklagte sich: Die Wurst wird immer dicker, das Brot wird immer dünner. Bis 1982 konnte sich das Unternehmen am Markt halten, ging aber durch die zunehmende Konkurrenz westdeutscher Produzenten insolvent.

## Bau der Brotfabrik
Wittler ließ die Brotfabrik 1927/1928 durch den Architekten Kurt Berndt errichten. Das sechsgeschossige Backhaus war nach damals modernsten Methoden zur industriellen Erzeugung von Brot errichtet. Die zugrunde liegenden Verfahren wurden an der Versuchsanstalt für Getreideverarbeitung in der nahegelegenen Weddinger Seestraße entwickelt. Dabei lieferte man die Rohstoffe in den sechsten Stock, um in mehreren aufeinanderfolgenden Arbeitsprozessen das Brot herzustellen, wobei in jeder Etage ein anderer Prozess ablief. Vom Silo im Obergeschoss fielen die Zutaten eine Etage tiefer und wurden dabei gesiebt und gemischt, um eine Etage tiefer zu Teig verarbeitet zu werden. Nach der Gärung wurde das Brot in drei Öfen gebacken und gekühlt, um es schließlich im Erdgeschoss zu verpacken und auszuliefern. Wittler konnte so bis zu 66.000 Stück Brot am Tag produzieren.

## Lieferfahrzeuge

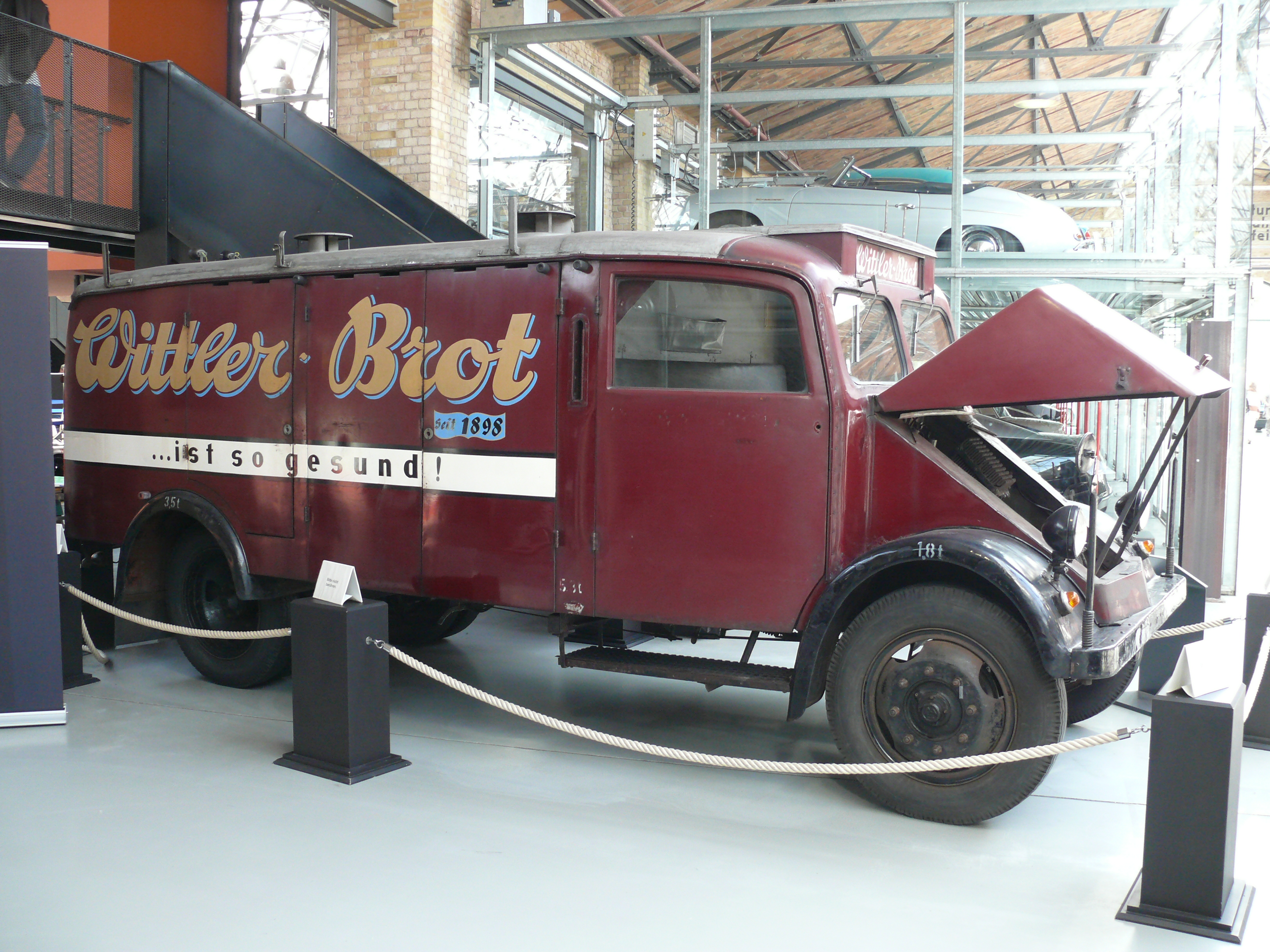
Lieferwagen von 1943 des Deutschen Technikmuseums

Um die Verkaufsstellen zu beliefern, unterhielt Wittler einen eigenen Fuhrpark. Dieser bestand ursprünglich aus Pferdegespannen, für die das Unternehmen über 300 Pferde verfügte. In den 1920ern stellte Wittler auf Elektroautos um, die durch ihre typische rot-braune Gestaltung im Stadtgebiet auffielen. Im Zweiten Weltkrieg betrieb Wittler etwa 10 dieser Fahrzeuge. Auf den Lieferwagen stand der Werbeschriftzug: „Wittler-Brot … regelmäßig essen!“.
Von den ehemaligen Lieferfahrzeugen von Wittler sind nur noch wenige erhalten. Für das Europäische Brotmuseum in Ebergötzen im Landkreis Göttingen wird ein noch funktionstüchtiger Elektro-LKW von Wittler restauriert. Ein anderer befindet sich im Besitz des Deutschen Technikmuseums in Berlin, er wurde von Studenten der Hochschule für Technik und Wirtschaft Berlin restauriert.

## Die Brotfabrik
Von der Brotfabrik Wittler stehen heute noch das ehemalige Backhaus und der Verwaltungstrakt. Diese werden heute von einem Gesundheits- und Pflegezentrum genutzt. Die rückwärtigen Fabrikgebäude wurden in den 1980ern abgerissen, um auf dem Gelände Wohnungen des sozialen Wohnungsbaus zu errichten. Das Hauptgebäude ist ein fünfgeschossiger Stahlskelettbau, dem sich als Mittelflügel das Backhaus anschließt. Dieses überragt das Hauptgebäude mit einem polygonal gebrochenen Giebel. Die Fassade wird durch dunkelrot verklinkerte Abschnitte und weiß verputzte Abschnitte gegliedert. Reliefs aus Keramik an den Mittelachsen des Gebäudes stellen die Herstellung von Brot dar.